# Ghislaine Dehaene-Lambertz
Pour les articles homonymes, voir Dehaene.
Ghislaine Dehaene-Lambertz, née le 23 novembre 1959, est une pédiatre et neuroscientifique française. 

## Biographie
Elle est directrice de recherche au CNRS et dirige l'équipe de Neuroimagerie du développement dans l'unité INSERM U562 situé à NeuroSpin au Centre CEA de Saclay. Elle étudie les bases cérébrales des fonctions cognitives de l'enfant, et notamment les particularités de l'organisation cérébrale du nourrisson qui favorisent l'acquisition du langage. 

## Vie privée
Elle est mariée à Stanislas Dehaene.

## Publications
Les publications des scientifiques sont à chercher sur ORCID
- Pascal Picq, Laurent Sagart, Ghislaine Dehaene-Lambertz, et Cécile Lestienne, La plus belle histoire du langage, éditions du Seuil, 2008,  (ISBN 9782020406673).
- Michèle Mazeau, G Dehaene-Lambertz, Hervé Glasel, et Caroline Huron, Les troubles dys avant 7 ans : Les clés pour comprendre et assurer le suivi en médecine de ville,  Elsevier Masson , 2022,  (ISBN 9782294776922).

## Récompenses
- 2015: Grand Prix de la recherche 2015 de la Fondation de France[4]
- 2016: Prix NRJ-Institut de France, doté de 100 000 €[5]
- 2018: Médaille d'argent du CNRS[6]
- 2022: Élue membre étranger de l'Academie nationale des Sciences (National Academy of Sciences, NAS)[7]des États-Unis.